# Friedrich Schneider (Ökonom)
Friedrich Georg Schneider (* 16. Februar 1949 in Konstanz) ist ein deutsch-österreichischer Ökonom. Er gilt als Fachmann für die  Forschungsdisziplinen Schattenwirtschaft, Steuerhinterziehung und organisierte Kriminalität sowie in der Umweltökonomie.

## Biographie

### Akademischer Werdegang
Schneider studierte von 1970 bis 1973 Volkswirtschaftslehre an der Universität Konstanz und schloss dieses Studium mit dem akademischen Grad Diplom-Volkswirt ab. Hiernach erfolgte 1977 die Promotion zum Dr. rer. soc., ebenfalls an der Universität Konstanz. Im Jahr 1983 habilitierte sich Schneider dann an der Universität Zürich.

### Beruflicher Werdegang
Von 1975 bis 1976 absolvierte Schneider einen Forschungsaufenthalt in den USA an den Universitäten Yale und Princeton als Research Fellow und einen Forschungsaufenthalt am Public Choice Center der University of Virginia in Blacksburg. Hiernach wurde er Wissenschaftlicher Assistent am Institut für Empirische Wirtschaftsforschung der Universität Zürich, was er bis 1981 blieb. 1982 erhielt er eine apl. Gastprofessur ("Visiting Associate Professor") an der Volkswirtschaftlichen Fakultät der Universität Stockholm. Die gleiche Position hatte er im darauffolgenden Jahr an der Carnegie Mellon University in Pittsburgh, USA. Hierauf wurde er Associate Professor an der Universität Aarhus in Dänemark, bevor er schließlich 1986 einen Ruf als Ordentlicher Universitätsprofessor an das Institut für Volkswirtschaftslehre an der Johannes-Kepler-Universität Linz in Österreich erhielt, welchen er annahm. Diese Tätigkeit übte Schneider bis zu seiner Emeritierung aus, unterbrochen von drei Gastprofessuren an der La Trobe University in Melbourne, Australien, (1987), an der Universität des Saarlandes (1994) und an der Otago Universität in Dunedin, Neuseeland (2013), sowie einer Forschungsprofessur am DIW Berlin. Er erhielt Rufe an die Universitäten Witten/Herdecke (1985), Erlangen-Nürnberg (1990), Mannheim (1990), Saarland (1995) und Friedrichshafen (2010), die er ablehnte. Auch nach seiner Emeritierung in Linz hält Schneider Vorlesungen, beispielsweise an der Internationalen Anti-Korruptionsakademie (IACA).

## Ämter
- 1991–1996: Dekan der Sozial- und Wirtschaftswissenschaftlichen Fakultät der Johannes-Kepler-Universität, Linz, Österreich
- 1996–2007: Vizerektor für Außen- und Auslandsbeziehungen der Johannes-Kepler-Universität, Linz, Österreich
- 1997–1999: Präsident der Nationalökonomischen Gesellschaft (Austrian Economic Association)
- 2004–2010: Präsident des VÖWA (Verband Österreichischer Wirtschaftsakademiker)
- 2005–2008: Vorsitzender des Vereins für Socialpolitik
- 2013–2016: Vorsitzender des Academic Advisory Boards der Zeppelin Universität in Friedrichshafen, Deutschland.
- 2010-lauf.: Beirats-Mitglied des oberösterreichischen Think Tanks ACADEMIA SUPERIOR – Gesellschaft für Zukunftsforschung.

## Ehrungen
- 2003: Verleihung der Ehrendoktorwürde der Katholischen Universität Ricardo Palma Lima, Peru
- 2003: Verleihung der Ehrendoktorwürde der Universität Stuttgart, Deutschland
- 2006: Verleihung der Ehrendoktorwürde der Universität Trujillo, Peru
- 2012: Verleihung der Ehrendoktorwürde der Universität von Mazedonien
- 2012: Verleihung des Silbernen Ehrenzeichens um die Verdienste der Republik Österreich
- 2013: Verleihung des Kardinal-Innitzer-Würdigungspreises für Geisteswissenschaften von Kardinal Schönborn, Erzbischof von Wien
- 2018: Mostdipf-Preis[2]